# 2023-as prágai lövöldözés
2023. december 21-én legalább 15 áldozatot (az elkövetőt, David Kozákot nem beleértve), közte 3 külföldit, követelő lövöldözés történt Prága belvárosában, a Károly Egyetemnél. Az elkövető azt követően érkezett a városba, hogy megölte apját otthonában, majd a lövöldözés után öngyilkos lett. Ezek mellett több tucat ember megsebesült – közülük kilencen súlyosan –, a halálos áldozatokon felül legalább 24-en.
Csehszlovákia felbomlása óta a legtöbb áldozatot követelő tömeggyilkosság volt az országban és a 2015-ös párizsi terrortámadások óta Európa szerte is. A lövöldözés után a cseh kormány december 23-ra nemzeti gyásznapot hirdett.

## Események

### Korábbi gyilkosságok
A rendőrség azon elmélet alapján kezdett nyomozni, hogy Kozák volt az az ismeretlen tettes, aki hat nappal korábban a Klánovické erdőben meggyilkolt egy 32 éves férfit és annak két hónapos kislányát. A gyilkos utáni nyomozást december 20-án fejezték be.
Az Interpol egyik rendőre szerint az elkövető  Hostouňban – Kladno városától nem messze –, otthonában meggyilkolta  a saját apját. Az apa holttestét 12:40 körül találta meg a rendőrség. A lövöldözés után Kozák lakásában több fegyvert és robbanóeszközt is találtak.

### Károly Egyetem
Kozák ezután a prágai várbeli Károly Egyetemre ment, ahol 14:00-tól előadása lett volna. A rendőrség az épületet addigra már evakuálta, így Kozák egy másik iskolaépület mellett döntött. A rendőrség az első hívást 14:59-kor kapta arról, hogy valaki lövöldözni kezdett a művészeti kar épületének tetejéről. A Rudolfinum Galéria igazgatója, Pavel Nedoma szerint a férfit az épület egyik erkélyén látták, onnen nyitott tüzet a Mánes-hídra. 15:20-kor a rendőrség az elkövetőt holtan találta. Ezt követően átkutatták a teret elrejtett robbanószer után, illetve a Václav Havel repülőteret is átfésültek, ahol Kozák apja dolgozott.

## Elkövető

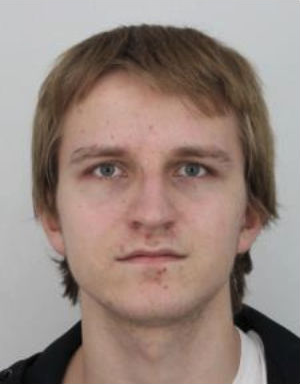
David Kozák

Az elkövető az egyetem 24 éves diákja, a történelem szakos David Kozák volt. Kozák már december 10-én oroszul posztolt a Telegramon gyilkossági tervéről, azt írva, hogy: „Alina nem ölt eleget.” Ezzel a december 7-i brjanszki iskolai lövöldözésre utalt. December 17-én pedig azt posztolta, hogy „utálom a világot, annyi fájdalmat akarok magam után hagyni, amennyit csak lehet.” Egyetem előtt a Kisoldali Gimnázium (Malostranské gymnázium) tanulója volt, majd a Károly Egyetemen alapfokú diplomát szerzett. Disszertációját a krakkói felkelésről írta, amiért a lengyel nagykövetségen díjat is kapott.
A férfit már korábban körözte a cseh rendőrség, mert kora délután – a mészárlás előtt – otthonában meggyilkolta a saját apját. A rendőrség elmondása szerint egy hasonló külföldi eset inspirálta Kozákot.

## Áldozatok
2023. december 15-én Kozák meggyilkolt egy férfit és két hónapos lányát a Klánovice erdőben. Kozák apját december 21. reggel ölte meg.
Az egyetemi lövöldözés közben tizennégy ember vesztette életét, ketten az épületen belül, egy a kórházban sérülései következtében, míg egy miután lezuhant az épület oldaláról, miközben menekülni próbált az elkövető elől. Ezen kívül huszonegyen sérültek még meg, egyesek miközben a negyedik emeletről ugrottak át egy harmadik emeleti erkélyre. Az épületen kívül hárman sérültek meg, mikor az elkövető elkezdett az épület tetejéről lövöldözni. Két rendőrautót is eltalált.
Az áldozatokból ketten az egyetemen dolgoztak: Lenka Hlávková (cs), a Zenetudományi Kar vezetője, illetve Jan Dlask (cs) a Germanisztikai Kar egyik oktatója. A többi áldozat mind diák volt.
A sérültekből tízen súlyos állapotban voltak, egyikük Jan Richter (cs) parlamenti képviselő lánya volt, aki később kritizálta a rendőrséget, amiért lányát alacsony prioritású sérültként kezelték, annak ellenére, hogy később majdnem elvérzett, mielőtt a kórházba ért volna. Három külföldi polgár sérült meg: két emírségbeli és egy holland.
| Név                 | Életkor          | Megjegyzés                 |
| Klánovice Forest    | Klánovice Forest | Klánovice Forest           |
| ------------------- | ---------------- | -------------------------- |
| Martin P.           | 32 éves          |                            |
| Martin P. lánya     | 2 hónapos        |                            |
| Hostouň             |                  |                            |
| Stanislav Kozák     | 55 éves          | az elkövető apja           |
| Károly Egyetem      |                  |                            |
| Eva Brožová         | 20 éves          | diák                       |
| Jan Dlask (cs)      | 50 éves          | oktató, germanisztika      |
| Ad Feynmann         | 20 éves          | diák                       |
| Lucie Fríbertová    | 23 éves          | diák                       |
| Lenka Hlávková (cs) | 49 éves          | Zenetudományi Kar vezetője |
| Klára Holcová (cs)  | 20 éves          | diák                       |
| Adam Jurák          | 34 éves          | diák                       |
| Magdalena Křístková | 20 éves          | diák                       |
| Sára Lidická        | 19 éves          | diák                       |
| Agáta Michalová     | 21 éves          | diák                       |
| Aneta Richterová    | 20 éves          | diák                       |
| Tereza Skolková     | 23 éves          | diák                       |
| Eliška Šimůnková    | 20 éves          | diák                       |
| Lucie Špindlerová   | 20 éves          | diák                       |

## Reakciók

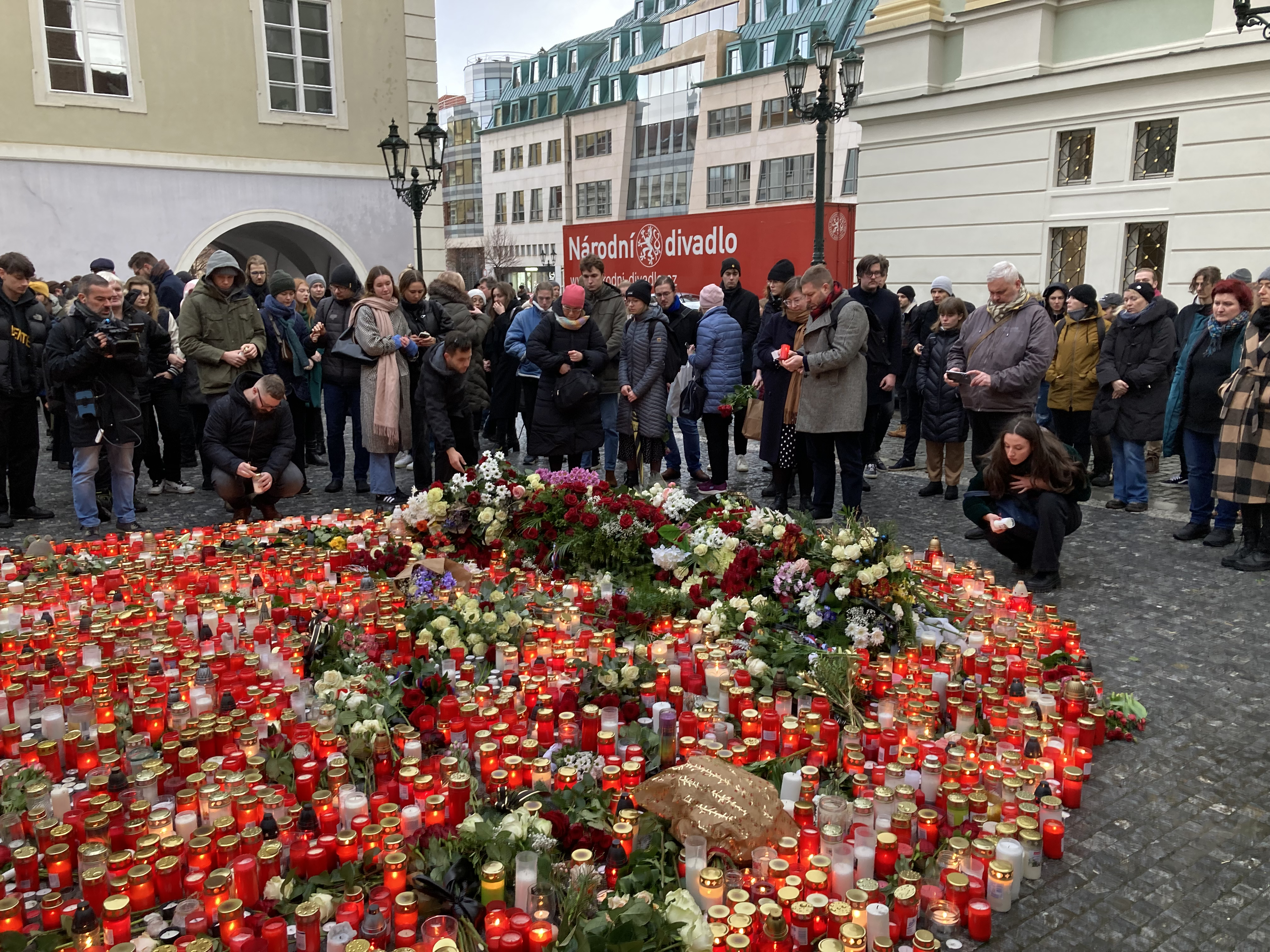
Megemlékezés az egyetem rektori irodája előtt, a lövöldözés másnapján

Vít Rakušan belügyminiszter azt nyilatkozta, hogy csak egy elkövető volt, de felkért mindenkit, hogy működjenek együtt a rendőrséggel. Petr Fiala miniszterelnök lemondta tervezett programját Olomouc városában és visszatért a fővárosba. Petr Pavel cseh elnök pedig a Twitteren részvétet nyilvánított az áldozatok családjának.
Ursula von der Leyen, az Európai Bizottság elnöke részvétet nyilvánított „a családoknak és a cseh népnek.” Karine Jean-Pierre, a Fehér Ház szóvivője megosztotta, hogy Joe Biden amerikai elnök és felesége, Jill Biden imádkoztak az áldozatok családjaiért. Volodimir Zelenszkij ukrán elnök Twitteren fejezte ki részvétét. Ezek mellett Orbán Viktor, Olaf Scholz, Emmanuel Macron, Zuzana Čaputová és Justin Trudeau is megszólalt az eseménnyel kapcsolatban.

## Térképen
| Hostouň Klánovické erdő Károly Egyetem Az elkövetett gyilkosságok helyszínei Csehország térképén |